# Archives Mitrokhine

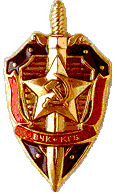
L'emblème de l'épée et du bouclier du KGB apparaît sur les couvertures des livres écrits par Christopher Andrew et Vassili Mitrokhine.

Les archives Mitrokhine sont un recueil de notes manuscrites rédigées en secret par Vassili Mitrokhine durant ses trente ans en tant qu'archiviste au sein de la première direction générale du KGB (espionnage extérieur soviétique). Lorsqu'il fait défection au Royaume-Uni en 1992, il apporte les archives qu'il a ainsi rédigées.
L'historien Christopher Andrew écrit plusieurs livres, dont The Sword and the Shield (1999) et The World Was Going Our Way: The KGB and the Battle for the Third World (2005), sur la base de documents de ces archives. Les livres prétendent fournir des détails sur de nombreuses opérations clandestines de renseignement de l'Union soviétique dans le monde.
En juillet 2014, les notes éditées en langue russe de Mitrokhine pour la recherche publique sont rendues consultables pour la recherche publique au Churchill Archives Centre du Churchill College. Les notes manuscrites originales de Vassili Mitrokhine sont toujours classées.

## Origine des notes
Vassili Nikititch Mitrokhine commence sa carrière au sein de la première direction générale du KGB (espionnage étranger) dans les opérations d'infiltration. Après le discours secret de Nikita Khrouchtchev, il devient critique du système KGB existant et est transféré des opérations aux archives. Au fil des ans, Mitrokhine est de plus en plus touché par la désillusion sur le système soviétique, en particulier en raison du traitement des dissidents et de l'invasion de la Tchécoslovaquie en 1968, ce qui l'amène à conclure que le système soviétique n'est pas réformable.
À la fin des années 1960, le siège du KGB dans la Loubianka est de plus en plus surpeuplé et le président du KGB, Iouri Andropov, autorise la construction d'un nouveau bâtiment à l'extérieur de Moscou à Iassenevo, qui doit devenir le nouveau siège de la première direction générale et de toutes les opérations à l'étranger. Mitrokhine, qui est alors chef du service des archives, est assigné par le directeur de la première direction, Vladimir Krioutchkov, au catalogage des documents et à la supervision de leur transfert vers le nouveau siège. Le transfert des archives, massives, prend finalement plus de douze ans, de 1972 à 1984,,.
À l'insu de Krioutchkov et du KGB, tout en cataloguant les documents, Vassili Mitrokhine les copie secrètement de manière détaillée et rapporte ces copies illégalement dans sa datcha pour les cacher sous le plancher. Il ne tente cependant pas de contacter un service de renseignement occidental sous l'ère soviétique. En 1992, après la dissolution de l'URSS, il se rend en Lettonie avec des copies de documents des archives et entre dans l'ambassade américaine à Riga. Les agents de la Central Intelligence Agency ne le jugent d'abord pas crédible, concluant que les documents copiés doivent être falsifiés. Il se rend ensuite à l'ambassade britannique et un jeune diplomate discerne son potentiel. Après une nouvelle réunion un mois plus tard avec des représentants du MI6 ont lieu des opérations pour récupérer les 25 000 pages de fichiers cachés dans sa maison, couvrant des opérations remontant jusqu'aux années 1930,.
L'historien Christopher Andrew écrit plusieurs livres, dont The Sword and the Shield (1999) et The World Was Going Our Way: The KGB and the Battle for the Third World (2005), sur la base de documents de ces archives. Les livres prétendent fournir des détails sur de nombreuses opérations clandestines de renseignement de l'Union soviétique dans le monde. Ils rendent publiques une partie des informations contenues dans les documents recueillis par les services secrets britanniques.
En juillet 2014, les fichiers tapuscrits de Mitrokhine en langue russe, produits à partir des notes originales, sont rendus consultables pour la recherche publique au Churchill Archives Centre du Churchill College. Les notes manuscrites originales de Vassili Mitrokhine restent cependant classées.

## Contenu des notes

### Personnalités citées dans les archives

#### Espions importants du KGB
- Melita Norwood (nom de code Hola), fonctionnaire britannique qui avait accès à des secrets tout en travaillant à l'Association britannique de recherche sur les métaux non-ferreux[6]
- John Symonds (nom de code Scot)[7], ancien sergent détective à New Scotland Yard, qui a quitté le Royaume-Uni, soupçonné de corruption
- Raymond Fletcher (nom de code Peter), journaliste britannique puis député ; il aurait également été recruté par la Sûreté de l'État tchécoslovaque et la Central Intelligence Agency[8]
- Iossif Grigoulevitch, agent du NKVD qui, sous la fausse identité Teodoro B. Castro, est ambassadeur de la république du Costa Rica en Italie et en Yougoslavie (1952–1954) ; il est secrètement chargé d'un plan avorté pour assassiner le leader yougoslave Josip Broz Tito
- Robert Lipka, ancien employé de la National Security Agency[9]. Lipka nie son implication jusqu'aux derniers instants avant le début de son procès, lorsque l'accusation révèle que le principal témoin à son encontre est un ancien archiviste du KGB ayant des informations sur sa relation avec le service de renseignement[10]
- Salaad Gabeyre Kediye, ancien membre du Conseil suprême de la révolution de Somalie

#### Dirigeants latino-américains accusés d'être des informateurs ou des agents du KGB
Christopher Andrew déclare que plusieurs dirigeants latino-américains ou membres de partis de gauche figurent dans les archives de Mitrokhine et sont présentés comme des informateurs ou des agents du KGB. Par exemple, le chef du FSLN nicaraguayen, Carlos Fonseca Amador, est décrit comme « un agent de confiance » dans les fichiers du KGB,. Nikolaï Leonov est sous-directeur du Département latino-américain du KGB entre 1968 et 1972. En 1998, il donne une conférence lors de laquelle il fait des déclarations qui contredisent ces affirmations. Par exemple, il affirme que le KGB n'était pas autorisé à recruter des membres des partis communistes ou d'autres partis de gauche.
Daniel Ortega a accepté des « rencontres officieuses » avec des officiers du KGB. Il a transmis à Nikolaï Leonov un programme secret du mouvement sandiniste (FSLN), qui fait mention de l'intention du FSLN de mener la lutte des classes en Amérique centrale, en alliance avec Cuba et le bloc soviétique. Leonov déclare qu'il est devenu ami avec de nombreux Latino-Américains, y compris certains dirigeants, et que lui et d'autres Soviétiques soutenaient les luttes des groupes de gauche, mais précise qu'il n'a pas fait savoir aux gens qu'il était un agent du KGB et que ses relations avec eux n'impliquaient pas les services secrets soviétiques.

#### Personnalités du Moyen-Orient accusées d'être des informateurs ou des agents du KGB
En septembre 2016, deux chercheurs (I. Ginor et G. Remez) affirment que Mahmoud Abbas (également connu sous le nom d'Abou Mazen), président palestinien, a travaillé pour l'agence de renseignement soviétique. Selon un document publié appartenant aux archives de Mitrokhine, intitulé « Développements du KGB - Année 1983 », Abbas aurait travaillé sous le nom de code « Krotov » (« Taupe »), à partir du début des années 1980,,.

#### Personnalités accusées mais dont le statut d'agent soviétique n'est pas confirmé
- Richard Clements, journaliste et rédacteur en chef de la Tribune, et plus tard conseiller de Michael Foot et Neil Kinnock en tant que dirigeants du Parti travailliste britannique[18]. Clements n'est pas nommé dans le livre d'Andrew et Mitrokhine en 1999, mais un article du Sunday Times affirme qu'il est l'agent d'influence non identifié, portant le nom de code Dan[19]. Selon les archives de Mitrokhine, Dan a diffusé de la propagande soviétique dans ses articles dans la Tribune, depuis son recrutement en 1959 jusqu'à ce qu'il rompe le contact avec le KGB dans les années 1970[20]. Clements nie cette allégation, affirmant qu'elle est exagérée et d'une « absurdité totale » ; les accusations contre lui ne sont pas réitérées par la suite. Il est défendu par David Winnick et Andrew Roth[21].
- Romano Prodi, en Italie (voir Enquête italienne).

### Opérations du KGB révélées dans les fichiers
- Chantage contre Tom Driberg (nom de code Lepage), député britannique et membre du comité exécutif du Parti travailliste dans les années 1950. Driberg a espionné le Parti communiste de Grande-Bretagne pour le MI5 dans les années 1930. En 1956, alors qu'il se rend à Moscou pour interviewer son ami Guy Burgess pour une biographie, il est victime de chantage de type kompromat de la part du KGB pour qu'il supprime les références à l'alcoolisme de Burgess, car ils l'ont photographié lors d'une rencontre homosexuelle[22].
- Mise sur écoute à l'aide de mouchards des stations MI6 au Moyen-Orient[11]
- Mise sur écoute de Henry Kissinger alors qu'il était secrétaire d'État américain[23]
- Obtention de documents auprès de sous-traitants de la défense, notamment Boeing, Fairchild, General Dynamics, IBM et Lockheed Corporation, fournissant aux Soviétiques des informations détaillées sur les missiles balistiques Trident et Peacekeeper et les missiles de croisière Tomahawk[24]
- Soutien au mouvement sandiniste. Le rôle principal dans cette opération appartient à la Direction du Renseignement de Cuba[25]
- Lien direct avec la Première ministre indienne, Indira Gandhi (qui est présentée sous le nom de code Vano). « Des valises remplies de billets de banque auraient été régulièrement apportées au domicile du Premier ministre. L'ancien membre du parti SK Patil aurait déclaré que Mme Gandhi n'a même pas rendu les valises »[26]. Un contrôle systématique des médias indiens est également révélé. « Selon les fichiers du KGB, en 1973, il avait dix journaux indiens sur sa liste de paie (qui ne peuvent pas être identifiés pour des raisons juridiques) ainsi qu'une agence de presse sous son contrôle. En 1972, le KGB a affirmé avoir infiltré 3 789 articles dans des journaux indiens (probablement plus que dans tout autre pays du monde non communiste). Selon ses dossiers, ce nombre est tombé à 2 760 en 1973 mais est passé à 4 486 en 1974 et 5 510 en 1975. Dans certains grands pays de l'OTAN, malgré les campagnes de mesures actives, le KGB n'a pu infiltrer qu'un peu plus de 1 % des articles qu'il a placé dans la presse indienne »[27].

### Installation et soutien à des gouvernements communistes
Selon les notes de Mitrokhine, les organisations de sécurité soviétiques ont joué un rôle clé dans l'établissement de gouvernements communistes fantoches en Europe de l'Est (« démocraties populaires ») et en Afghanistan. Leur stratégie comprend une répression politique de masse et la mise en place de services de polices politiques sous les ordres de Moscou.
Le directeur du KGB, Iouri Andropov, prend personnellement part à la répression des mouvements de libération anti-communistes. En 1954, il devient ambassadeur soviétique en Hongrie et est présent lors de la révolution hongroise de 1956. Après ces événements, Andropov nourrit un « complexe hongrois ». Il joue un rôle clé dans l'écrasement de la révolution hongroise. Il convainc Nikita Khrouchtchev, réticent, qu'une intervention militaire est nécessaire. Il convainc également Imre Nagy et d'autres dirigeants hongrois que le gouvernement soviétique n'a pas ordonné d'attaque contre la Hongrie pendant le début de l'opération. Les dirigeants hongrois sont finalement arrêtés et Nagy est exécuté.
Lors des événements du printemps de Prague en Tchécoslovaquie, Andropov est un ardent défenseur des « mesures extrêmes ». Il ordonne la fabrication de fausses informations destinées non seulement à la diffusion publique, mais aussi au Politburo soviétique : « Le KGB a attisé la crainte que la Tchécoslovaquie ne soit victime d'une agression de l'OTAN ou d'un coup d'État ». À ce moment, l'officier du renseignement soviétique Oleg Kalouguine rapporte de Washington qu'il a eu accès à « des documents absolument fiables prouvant que ni la CIA ni aucune autre agence ne manipule le mouvement de réforme tchécoslovaque ». Mais, les messages de Kalouguine sont détruits parce qu'ils contredisent la théorie du complot fabriquée par Andropov. Ce dernier ordonne de nombreuses mesures actives, collectivement appelées « opération PROGRESS », contre les réformateurs tchécoslovaques.

### Préparatifs de sabotage à grande échelle en Occident
Selon les archives, des opérations de sabotage à grande échelle sont préparées contre les États-Unis, le Canada et ailleurs en cas de guerre. les préparatifs incluent des caches d'armes ; plusieurs sont détruites par la police sur la base des informations de Mitrokhine. Aucune des opérations prévues n'est cependant réalisée, au-delà de la création de caches d'armes et d'explosifs dans divers pays étrangers. Ces informations sont corroborées en général par les transfuges du GRU, Victor Souvorov et Stanislav Lunev. Les opérations comprennent :
- Un plan de sabotage du barrage Hungry Horse dans le Montana[35].
- Un plan détaillé pour détruire le port de New York (cible GRANIT). Les points les plus vulnérables du port ont été déterminés et enregistrés sur des cartes.
- De nombreuses caches d'armes ont été cachées dans de nombreux pays pour soutenir de tels actes de terrorisme planifiés. Certains étaient piégés avec des engins explosifs Molniya (« éclair »). Une cache de ce type, identifiée par Mitrokhine, a été découverte par les autorités suisses dans les bois près de Fribourg. Plusieurs autres caches en Europe ont été supprimées avec succès[36]. Une cache d'équipement radio du KGB a été découverte dans des bois à l'extérieur de Bruxelles, en Belgique, en 1999[37].
- Interruption de l'alimentation électrique dans l'État de New York par les équipes de sabotage du KGB, qui devaient être basées le long de la rivière Delaware à Big Spring Park.
- Un plan « extrêmement détaillé » visant à détruire les « raffineries de pétrole et les oléoducs et gazoducs à travers le Canada de la Colombie-Britannique à Montréal » (opération « Cedar ») a été préparé ; le travail a duré douze ans[38].

### Tentatives d'assassinats et complots
Le KGB est derrière la tentative d'empoisonnement du deuxième président afghan Hafizullah Amin le 13 décembre 1979. Le département 8 du KGB réussit à infiltrer l'agent illégal Mitalin Talybov (nom de code : Sabir) dans le palais présidentiel en tant que chef cuisinier. Cependant, Amin change sa nourriture et sa boisson (comme s'attendant à être empoisonné) et son gendre tombe gravement malade, avant d'être transporté à l'hôpital de Moscou. Le poison est fabriqué dans le laboratoire secret du KGB qui a préparé de la ricine pour l'attaque contre l'écrivain bulgare Guéorgui Markov à Londres en 1978.
L'agence prépare également l'assassinat de Josip Broz Tito, président de la république fédérative socialiste de Yougoslavie. À la fin des années 1940, le même laboratoire du KGB fabrique une peste en poudre à l'usage d'un assassin qui a été vacciné contre la peste,,. Cet assassinat est préparé par le célèbre agent du KGB, Iossif Grigoulevitch, qui a auparavant organisé l'assaut de la villa de Leon Trotsky au Mexique. Cependant, Grigoulevitch est rappelé au dernier moment, en raison de la mort soudaine de Joseph Staline.
En 1962, des plans visant à assassiner plusieurs « traîtres particulièrement dangereux », dont Anatoli Golitsyne, Igor Gouzenko, Nikolaï Khokhlov et Bohdan Stachinski sont approuvés par le chef du KGB, Vladimir Semichastny. Khokhlov est empoisonné au thallium radioactif,[réf. nécessaire], prétendument en raison de son refus de travailler comme assassin du KGB et de tuer George Okolovitch, président de l'Alliance nationale des solidaristes russes.

### Campagne de désinformation contre les États-Unis
Andrew décrit les mesures actives suivantes relevant de la désinformation du KGB contre les États-Unis :
- Promotion de fausses théories sur l'assassinat de John F. Kennedy, en utilisant l'écrivain Mark Lane[47]. Lane nie cette allégation et la qualifie de « mensonge absolu ».
- Lettre contrefaite de Lee Harvey Oswald à E. Howard Hunt, tentant d'incriminer Hunt dans l'assassinat de Kennedy[48].
- Tentative de discrédit de la CIA en utilisant l'ancien officier chargé des dossiers de la CIA et transfuge Philip Agee[49].
- Diffusion de rumeurs selon lesquelles le directeur du FBI J. Edgar Hoover est homosexuel[50].
- Tentatives de discrédit de Martin Luther King, Jr. en diffusant des publications le décrivant comme un « oncle Tom » qui reçoit secrètement des subventions gouvernementales[51].
- Amplification des tensions raciales aux États-Unis en envoyant de fausses lettres du Ku Klux Klan, en plaçant un paquet explosif dans le quartier noir de New York (opération Pandora)[52] et en diffusant des théories du complot selon lesquelles l'assassinat de Martin Luther King a été planifié par le gouvernement américain.
- Fabrication de la théorie du complot selon laquelle le VIH a été fabriqué par des scientifiques américains à la station de recherche de l'armée américaine à Fort Detrick. Cette fausse information est diffusée par le biologiste d'origine russe Jakob Segal[53].

### Soutien aux mouvements internationaux de libération
Les publications d'Andrew et Mitrokhine décrivent brièvement l'histoire du chef de l'OLP, Yasser Arafat, qui établit une coopération étroite avec la Securitate roumaine et le KGB au début des années 1970. Le KGB dispense une formation secrète aux guérilleros de l'OLP. Cependant, les principales activités et expéditions d'armes du KGB sont réalisées par l'intermédiaire de Wadie Haddad, membre du FPLP, qui séjourne généralement dans une datcha du KGB lors de ses visites en Union soviétique. Dirigé par Carlos le Chacal, un groupe de combattants du FPLP effectue un raid spectaculaire sur le bureau de l'Organisation des pays exportateurs de pétrole à Vienne en 1975. Un préavis de cette opération « a été presque certainement » donné au KGB.
De nombreuses opérations notables auraient été menées par le KGB pour soutenir des mouvements indépendantistes internationaux avec des armes sur les ordres du Parti communiste de l'Union soviétique. En 1972, le KGB transfère une centaine de mitrailleuses, de fusils automatiques, de pistolets Walther et des munitions à l'Official Irish Republican Army, marxiste, à l'aide du navire de renseignement soviétique Reduktor (opération Splash), en réponse à une demande personnelle d'armes de Cathal Goulding, relayée par le biais du chef du Parti communiste irlandais, Michael O'Riordan. Ce dernier nie toutes les allégations. Le service secret envoie également des lance-grenades antichars RPG-7, des mines SNOP radiocommandées, des pistolets à silencieux, des mitrailleuses et d'autres armes au Front populaire de libération de la Palestine via Wadie Haddad, qui est recruté comme agent du KGB en 1970 (opération Vostok, « Est »).

### Infiltration des mouvements religieux
Les archives Mitrokhine décrivent l'établissement de l'Église orthodoxe russe du patriarcat de Moscou sur ordre de Staline en 1943 en tant qu'organisation de façade pour le NKVD, et plus tard, pour le KGB. Tous les postes clés dans l'Église, y compris les évêques, sont approuvés par le département idéologique du PCUS et par le KGB. Les prêtres sont utilisés comme agents d'influence au sein du Conseil œcuménique des Églises et d'organisations de premier plan telles que le Conseil mondial de la paix, la Conférence chrétienne pour la paix et la société « Rodina » (« Mère patrie ») fondée par le KGB en 1975. Le futur patriarche russe Alexis II déclare que « Rodin » a été créée pour « maintenir des liens spirituels avec nos compatriotes » et les aider à s'organiser. Selon les archives, Alexis a travaillé pour le KGB en tant qu'agent et a reçu une citation honorifique de l'agence pour de nombreux services rendus.

### Infiltration de la presse française
Les archives Mitrokhine montrent que l'agence France-Presse a été infiltrée avec succès à Paris et à l'étranger. Ses notes identifient six agents et deux contacts confidentiels à l'AFP recrutés entre 1956 et 1980. « Le plus haut gradé, nom de code 'Lan', a été recruté sous fausse bannière par un homme d'affaires, nom de code 'Dragun', en 1969 et payé 1 500 francs par mois, dont on lui a dit qu'ils provenaient de la société italienne Olivetti, soi-disant soucieuse d'avoir à l'intérieur informations sur la politique du gouvernement français », indiquent les archives.
Elles mentionnent par ailleurs les reportages du Monde sur la guerre du Vietnam, affirmant qu'en juillet 1975, le journal utilise un « récit déformé » d'un discours du dissident russe Alexandre Soljenitsyne aux États-Unis pour « le diffamer en le traitant de sympathisant nazi ». Même s'il n'y avait « aucune preuve » que le compte avait été infiltré par le KGB, il était, selon le livre de l'ancien officier du KGB, « tout à fait conforme à la désinformation que le KGB cherchait à semer dans la presse occidentale ».
En février 2024, la révélation du passé d'agent du KGB de l'ancien directeur de L'Express, Philippe Grumbach, dévoile que son nom figurait dans les archives Mitrokhine,.

## Enquêtes après la publication des livres
La publication des livres donne lieu à l'ouverture d'enquêtes parlementaires au Royaume-Uni, en Italie et en Inde.

### Enquête britannique
Après la publication au Royaume-Uni du premier livre (The Sword and the Shield, 1999), une enquête est menée par le comité du renseignement et de la sécurité (Intelligence and Security Committee ou ISC) de la Chambre des communes. Ses conclusions, réunies dans le rapport d'enquête Mitrokhine, sont présentées au Parlement en juin 2000.
Le comité se déclare préoccupé par le fait que le Security Service (MI5), bien qu'il connaissait le nom de certains espions des années avant la publication du livre, a pris la décision de ne pas en informer les autorités pénales compétentes et donc de faire obstacle aux poursuites. Cette décision, selon le comité, appartenait aux officiers de justice et non au MI5. L'ISC auditionne Mitrokhine. Celui-ci leur dit qu'il n'est pas satisfait de la façon dont le livre a été publié et estime qu'il n'avait pas accompli ce qu'il voulait lors de la rédaction des notes. Il aurait souhaité garder « le plein contrôle sur la gestion de son matériel ».
Le MI5 déclare au ministre des Affaires étrangères Robin Cook avoir fait approuver les chapitres traitant du Royaume-Uni par le secrétaire d'État à l'Intérieur et le procureur général, comme requis avant la publication du livre, mais, selon le comité, il ne l'a pas fait. De plus, selon l'ISC, « des manquements dans l'anticipation des sujets sur lesquels les médias se focaliseraient et dans la préparation de réponses appropriées ont permis à des articles trompeurs de recevoir une large diffusion ». L'ISC constate que le groupe de travail interministériel chargé du projet n'est pas adéquat pour gérer la publication ni les questions liées aux médias de manière appropriée.

### Enquête italienne
En 2002, le Parlement italien, alors dirigé par la coalition de droite de Silvio Berlusconi, la Maison des libertés, crée une commission, présidée par le sénateur Paolo Guzzanti (Forza Italia), pour enquêter sur les liens présumés du KGB avec des personnalités de l'opposition dans la politique italienne, révélés par les archives Mitrokhine.
Cependant, n'ayant pu vérifier aucune des informations contenues dans le livre, il tente d'utiliser la commission comme un outil politique contre les membres de la gauche italienne. À la suite du scandale, la commission Mitrokhine est dissoute en 2006 sans avoir produit de nouvelles preuves concrètes au-delà des informations originales dans les archives de Mitrokhine, et sans avoir recueilli de preuves pour accuser un seul homme politique italien. Cependant, l'ancien officier du FSB, Alexander Litvinenko, déclare qu'il a été informé par le chef adjoint du FSB, le général Anatoly Trofimov (abattu à Moscou en 2005), que « Romano Prodi est notre homme [en Italie] ». La commisison établit toutefois que la tentative d'assassinat de Jean-Paul II est une opération soviétique déclenchée en raison de son soutien à Solidarność, mais cette conclusion est très contestée.
Un ministre italien déclare que l'archive « n'est pas un dossier du KGB mais un dossier sur le KGB construit par des agents de contre-espionnage britanniques sur la base des aveux d'un ex-agent, s'il y en a un », et que Mitrokhine « n'est que le nom de code pour une opération du MI5 ».
Un membre britannique du Parlement européen, Gerard Batten, du Parti pour l'indépendance du Royaume-Uni, demande une nouvelle enquête sur les allégations.

### Enquête indienne
En Inde, un membre éminent du Bharatiya Janata Party, L. K. Advani, demande au gouvernement indien un livre blanc afin d'engager des poursuites en diffamation contre Christopher Andrew. Le porte-parole du parti du Congrès, Abhishek Singhvi, qualifie le livre de « pur sensationnalisme pas même de loin basé sur des faits ou des enregistrements » et souligne que le livre n'est pas fondé sur des documents officiels de l'Union soviétique.

## Réception et critiques
(janvier 2025).
L'historien Joseph Persico écrit que « plusieurs des révélations très médiatisées [du livre], cependant, ne sont guère qualifiées comme telles. Par exemple, les auteurs racontent comment le KGB a falsifié une lettre de Lee Harvey Oswald à E. Howard Hunt, l'ancien officier de la CIA et plus tard conspirateur du Watergate, afin d'impliquer la CIA dans l'assassinat de Kennedy. En fait, cette histoire a fait surface dans Reasonable Doubt de Henry Hurt, écrit il y a 13 ans. De même, l'histoire selon laquelle le KGB a envisagé des plans pour briser les jambes du danseur de ballet Rudolf Noureev pour avoir fait défection en Occident a été rapportée pour la première fois dans un livre écrit il y a six ans ». Il ajoute qu'« il semble étrange qu'un archiviste clé du KGB n'ait jamais eu accès à un copieur, mais ait dû copier des milliers de pages à la main. Pourtant, l'impact global de ce volume est convaincant, bien qu'aucun des documents n'enverra les historiens se précipiter pour réécrire leurs livres ».
La Revue d'Europe centrale décrit le travail de Mitrokhine et Andrew comme « une lecture fascinante pour quiconque s'intéresse à l'art de l'espionnage, à la collecte de renseignements et à son rôle global dans les relations internationales du XXe siècle », offrant « une fenêtre sur la vision du monde soviétique et comme Hanssen en cours Aux États-Unis, le cas indique clairement à quel point la Russie a cédé à la société d'espionnage terroriste qu'elle était pendant sept décennies peu glorieuses du communisme ».
David L. Ruffley, du Département des programmes internationaux, United States Air Force Academy, a déclaré que le matériel « fournit l'image la plus claire à ce jour de l'activité de renseignement soviétique, étoffant de nombreux détails auparavant obscurs, confirmant ou contredisant de nombreuses allégations et soulevant quelques-unes de nouveaux problèmes » et « jette un nouvel éclairage sur les activités de renseignement soviétiques qui, bien que peut-être pas aussi spectaculaires que certains le pensaient, sont néanmoins très éclairants »[réf. nécessaire].
Reg Whitaker, professeur de sciences politiques à l'Université York de Toronto, dans un commentaire du livre pour l'Intelligence Forum, écrit que « Les archives Mitrokhine arrivent d'une cache sous un plancher de datcha russe, gracieuseté de la communauté britannique du renseignement elle-même, et son historien choisi, Chris Andrew » et que le livre « est remarquablement modéré et raisonnable dans sa manière de traiter les Occidentaux visés par le KGB en tant qu'agents ou sources. Les individus évincés par Mitrokhine semblent être ce qu'il dit qu'ils étaient, mais le plus grand soin est généralement pris pour identifier ceux qui étaient des dupes involontaires ou, dans de nombreux cas, des cibles non coopératives ».
Jack Straw (alors ministre de l'Intérieur) déclare au Parlement britannique en 1999 : « En 1992, après que M. Mitrokhine eut approché le Royaume-Uni pour obtenir de l'aide, notre Secret Intelligence Service a pris des dispositions pour amener M. Mitrokhine et sa famille dans ce pays, ainsi que ses archives. Comme il n'y avait pas de documents originaux du KGB ou de copies de documents originaux, le matériel lui-même n'avait aucune valeur probante directe, mais il était d'une grande valeur à des fins de renseignement et d'enquête. Des milliers de pistes tirées des documents de M. Mitrokhine ont été suivies dans le monde entier. En conséquence, nos agences de renseignement et de sécurité, en coopération avec les gouvernements alliés ont pu mettre un terme à de nombreuses menaces à la sécurité. De nombreuses enquêtes non résolues ont été clôturées ; de nombreux soupçons antérieurs confirmés ; et certains noms et réputations ont été effacés. Nos agences de renseignement et de sécurité ont estimé que la valeur du matériel de M. Mitrokhine dans le monde était immense ».
Selon l'historienne Amy Knight, « Bien que The Sword and the Shield contienne de nouvelles informations, aucune d'entre elles n'a beaucoup d'importance pour des interprétations plus larges de la guerre froide. Le principal message que le lecteur retient après avoir parcouru près de mille pages est le même l'un glané dans les livres précédents : les Soviétiques ont eu un succès incroyable, bien que mauvais, des maîtres d'espionnage, et aucun des services occidentaux ne pouvait égaler leur expertise. Bravo le KGB »[réf. nécessaire].